# A párizsi metró szellemállomásai

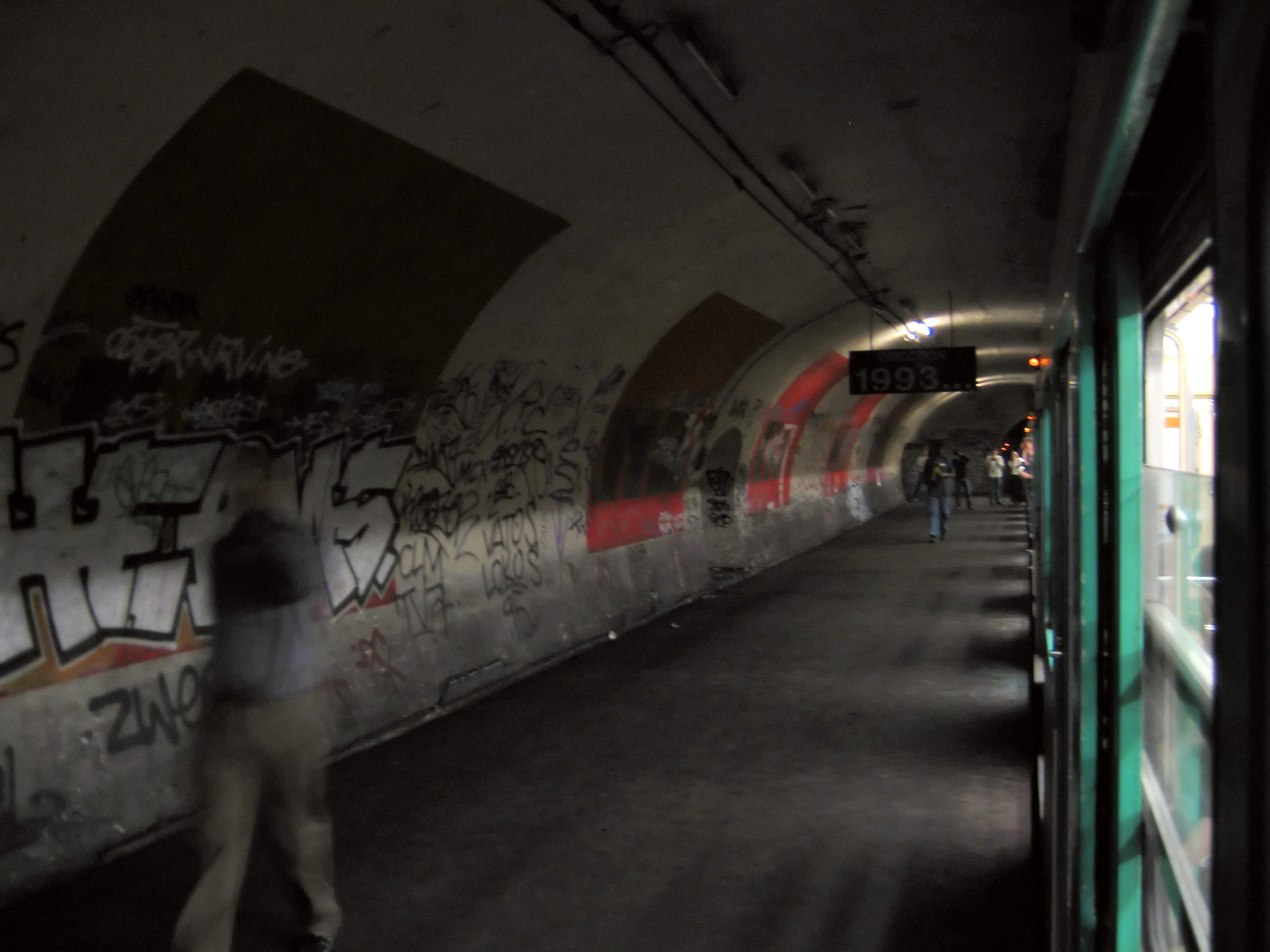
Haxo állomás. Nincs külső bejárata.

A párizsi metró szellemállomásai olyan állomások, amelyeket a nagyközönség elől elzártak, és már nem használnak. Történelmi vagy gazdasági okok miatt a párizsi metró számos állomását zárták be. A szellemállomások többségét akkor zárták be, amikor Franciaország 1939 szeptemberében belépett a második világháborúba, és ezek közül néhányat azóta is zárva tartanak. Másokat újra megnyitottak vagy éppen teljesen eltűntek a hálózat fejlődésével. Két olyan állomást építettek, amit valójában soha nem használtak, és ma is megközelíthetetlenek az utazóközönség számára. Három olyan állomást is terveztek, amiket sosem helyeztek üzembe.

## Soha nem használt állomások
A párizsi metrónak két olyan állomása van, amit megépítettek ugyan, de az utazóközönség soha nem használta: a Porte Molitor és a Haxo. Egyik állomásnak sincs külső bejárata. Csak ritka különjáratok alkalmával látogathatók.

## Bezárt, majd újranyitott állomások
A második világháború elején a francia kormány a metróhálózat csökkentését célzó tervet nyújtott be; 85 állomás kivételével az összeset bezárta. A bezárt állomások többsége a következő években újra megnyílt, azonban néhány kis forgalmú és ezért veszteséges állomás hosszabb ideig zárva maradt.
A Porte des Lilas - Cinéma-t reklám- és filmforgatásokra használják.
Varenne (14-es vonal, ma 13-as vonal) 1962. december 24-én nyílt meg újra, majd 1963. január 7-én Bel-Air (6-os vonal) állomása következett. 1968. május 20-án Rennes (12-es vonal) és 1968. szeptember 16-án Liège (13-as vonal) mintegy 30 évnyi zárva tartás után nyitotta meg újra kapuit. Ezekre az állomásokra rövidített menetrend vonatkozott: hétköznap és szombaton este 8 órakor zártak be, vasárnap és ünnepnapokon nem nyitottak ki. 2004. szeptember 6-án Rennes visszatért a normál menetrendhez, a Liège pedig, a hálózat utolsó rövidített menetrendű állomása, 2006. december 4-én tért vissza a normál menetrendhez.
Cluny (10-es vonal) majdnem fél évszázadon át feledésbe merült, azonban a Saint-Michel - Notre-Dame vasútállomás építése az B RER-vonal kiszolgálására újra megnyitotta a 10-es vonalhoz való csatlakozás érdekében. Az állomás 1988. február 17-én nyílt meg újra a nagyközönség előtt, ugyanazon a napon, amikor az B RER-vonal állomását megnyitották. Az állomást Cluny - La Sorbonne-ra nevezték át.

## Bezárt állomások
A Saint-Martin állomást 1939-ben zárták be, a felszabadulás után megnyitották, majd ismét bezárták. Ez az állomás a Grands Boulevards-on feküdt, ezért fontos megközelítési pontként szolgált, azonban végül ismét bezárták, mivel közel volt – kevesebb mint 100 méterre – a szomszédos Strasbourg - Saint-Denis állomáshoz.
Három állomás 1939 óta zárva maradt: Arsenal (5. vonal), Champ de Mars (8. vonal) és Croix-Rouge (10. vonal).
Két másik nyitott állomáson használaton kívüli peronok vannak (azaz a nyilvánosság számára nem hozzáférhetőek): Porte des Lilas - Cinéma (3bis vonal) és az Invalides (a 8-as vonal egyik peronja az állomáson végzett felújítások után használaton kívül van).

## Összevont állomások
A 3-as vonal Gallieni-ig történő meghosszabbításának eredményeként a Martin Nadaud állomást a Gambetta állomásba integrálták. Az állomás ma is létezik: a Gambetta állomás Pont de Levallois irányába történő meghosszabbításában, egy kapuval körülvett helyen található, peronjait átépítették, és ma már sétányként használják.

## Fordítás
- Ez a szócikk részben vagy egészben  a   Ghost stations of the Paris Métro című angol Wikipédia-szócikk ezen változatának fordításán alapul.  Az eredeti cikk szerkesztőit annak laptörténete sorolja fel. Ez a jelzés csupán a megfogalmazás eredetét és a szerzői jogokat jelzi, nem szolgál a cikkben szereplő információk forrásmegjelöléseként.